# AGM-53 Condor
En 1962, la Marine américaine a demandé un missile air-sol de haute précision, AGM-53A Condor, avec un guidage par télévision. Le premier vol n'a eu lieu qu'en mars 1970. En 1971, un Condor a touché le destroyer USS Vammen (en) lors d'un essai. Des tests ont montré une portée de 104 km. Le programme a été annulé en mars 1976 à cause de son coût élevé, bien qu'il fût puissant.

## Description
Le Condor était destiné à des attaques de précision, lancé jusqu'à 111 km. Son image était transmise à l'opérateur pour un pilotage manuel.

## Opérateurs
- États-Unis : L'AGM-53 a été annulé avant d'entrer en service.

## Caractéristiques
| Caractéristique         | Détail                                                                              |
| ----------------------- | ----------------------------------------------------------------------------------- |
| Origine                 | États-Unis                                                                          |
| Type                    | Missile guidé air-sol                                                               |
| Fabricant               | Rockwell International                                                              |
| Coût unitaire           | Non spécifié                                                                        |
| Propulsion              | Roquette à propergol solide Rocketdyne MK 70                                        |
| Poids                   | 952 kg                                                                              |
| Longueur                | 4,22 m                                                                              |
| Diamètre                | 43,18 cm                                                                            |
| Envergure               | 1,35 m                                                                              |
| Vitesse                 | Mach 2,9                                                                            |
| Portée                  | 111 km                                                                              |
| Ogive                   | 285 kg avec charge creuse ou ogive nucléaire W73                                    |
| Guidage                 | Système de guidage par télévision avec liaison de données vers l'avion de lancement |
| Plateforme de lancement | Aéronef                                                                             |